# Reinhard Höllfritsch
Reinhard Höllfritsch (* 8. Februar 1909 in Weiden; † Dezember 1944) war ein deutscher Jurist und Landrat.

## Leben und Wirken
Er studierte bis 1931 Rechtswissenschaften an der Universität München und trat 1928 dem Corps Bavaria München im KSCV bei. 1933 promovierte er an der Universität Erlangen zum Dr. jur. Das Thema seiner Dissertation lautete  „Die Entziehung von Ehrenrechten im Strafurteil nach dem Urteil der deutschen Strafrechtswissenschaft seit Entstehung des Reichsstrafgesetzbuches und unter besonderer Berücksichtigung der Strafgesetzentwürfe“ und erschien in Zeulenroda in Druck.
Im April 1934 legte er die juristische große Staatsprüfung ab und trat als Regierungsassessor in den öffentlichen Dienst ein. Er erhielt eine Stelle in Eggenfelden, wo er zum Regierungsrat befördert wurde. 1939 war er im Bayerischen Staatsministerium des Inneren als Sachbearbeiter tätig.
Höllfritsch wurde im Mai 1941 als kommissarischer Landrat des Landkreises Kronach in Mittelfranken eingesetzt. Mit Wirkung vom 1. August 1942 übernahm er offiziell dieses Amt, das er bis zu seiner Einberufung zum aktiven Wehrdienst im März 1943 ausübte. Er fiel im Dezember 1944.